# Paul Gerbe
Pour les articles homonymes, voir Gerbe.
Paul Gerbe est un homme politique français né le 18 octobre 1868 à Charolles (Saône-et-Loire) et décédé le 18 février 1925 à Paris.

## Biographie
Avoué à Charolles, il entre en politique en 1919 et connait une progression fulgurante. En quelques semaines, il est élu maire de Charolles, conseiller général et sénateur de Saône-et-Loire. Il sera aussi président du conseil général. Il participe activement aux travaux parlementaires sur les questions de législation. Il meurt subitement, en cours de mandat, en 1925.

## Sources
- « Paul Gerbe », dans le Dictionnaire des parlementaires français (1889-1940), sous la direction de Jean Jolly, PUF, 1960 [détail de l’édition]